# Clasicismo

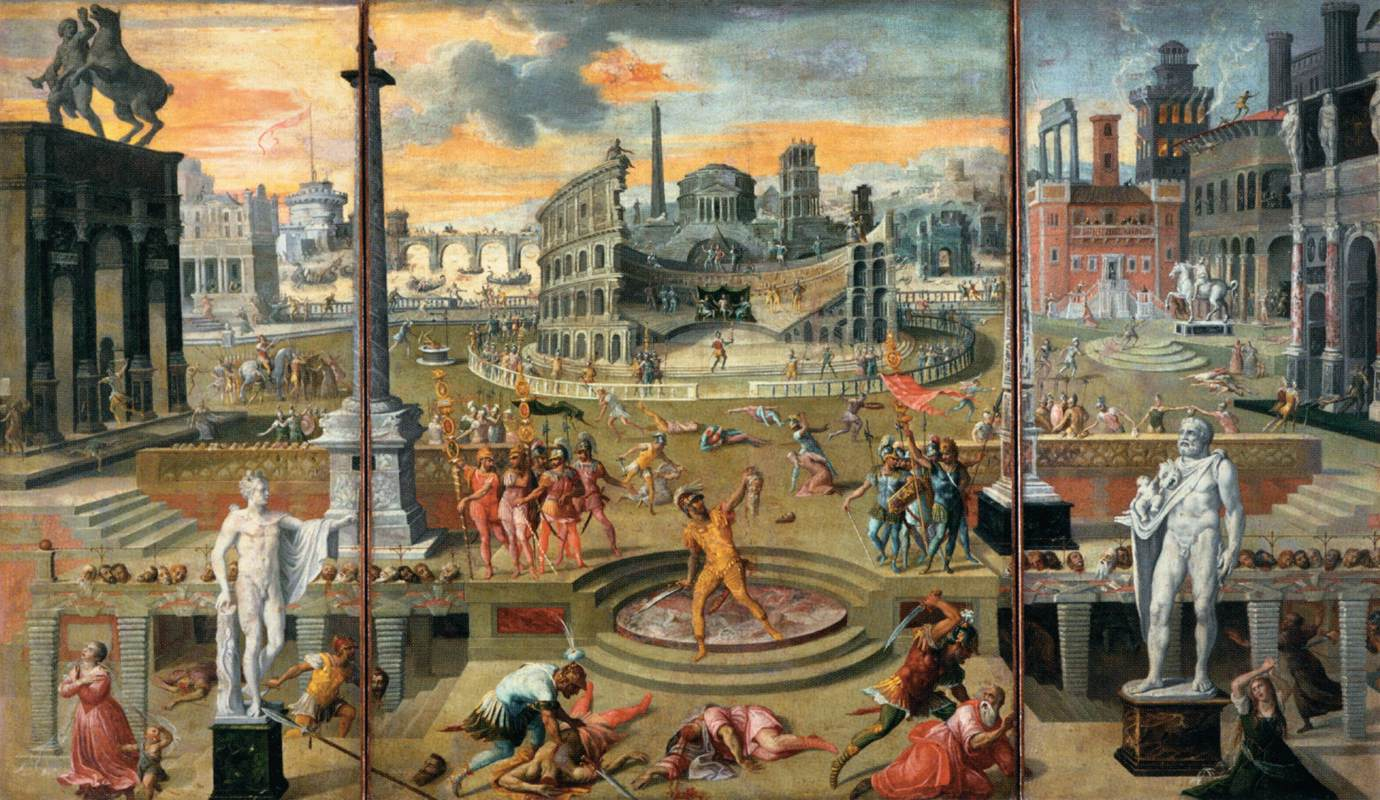
Las masacres del Triunvirato, de Antoine Caron, 1566.

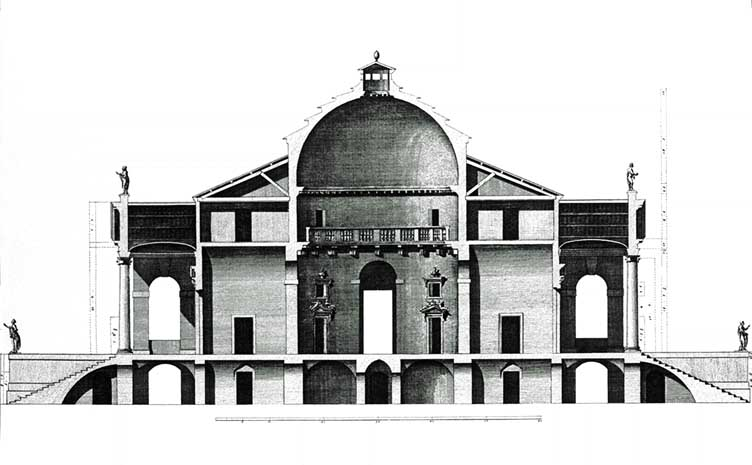
Sección de Villa Capra, de Andrea Palladio (ilustración de I Quattro Libri dell'Architettura, 1570).

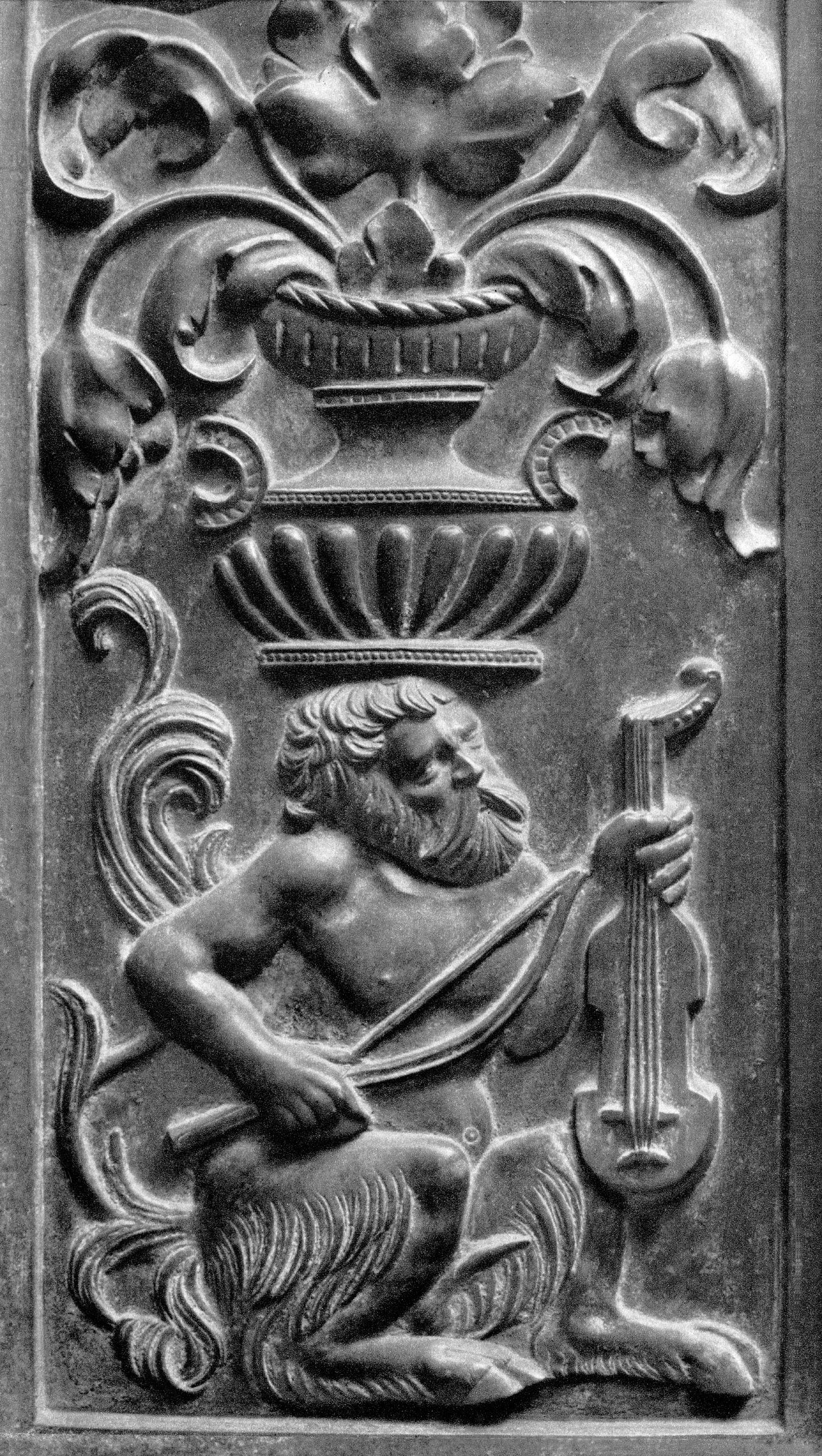
Detalle de la Capilla de Segismundo, 1535.

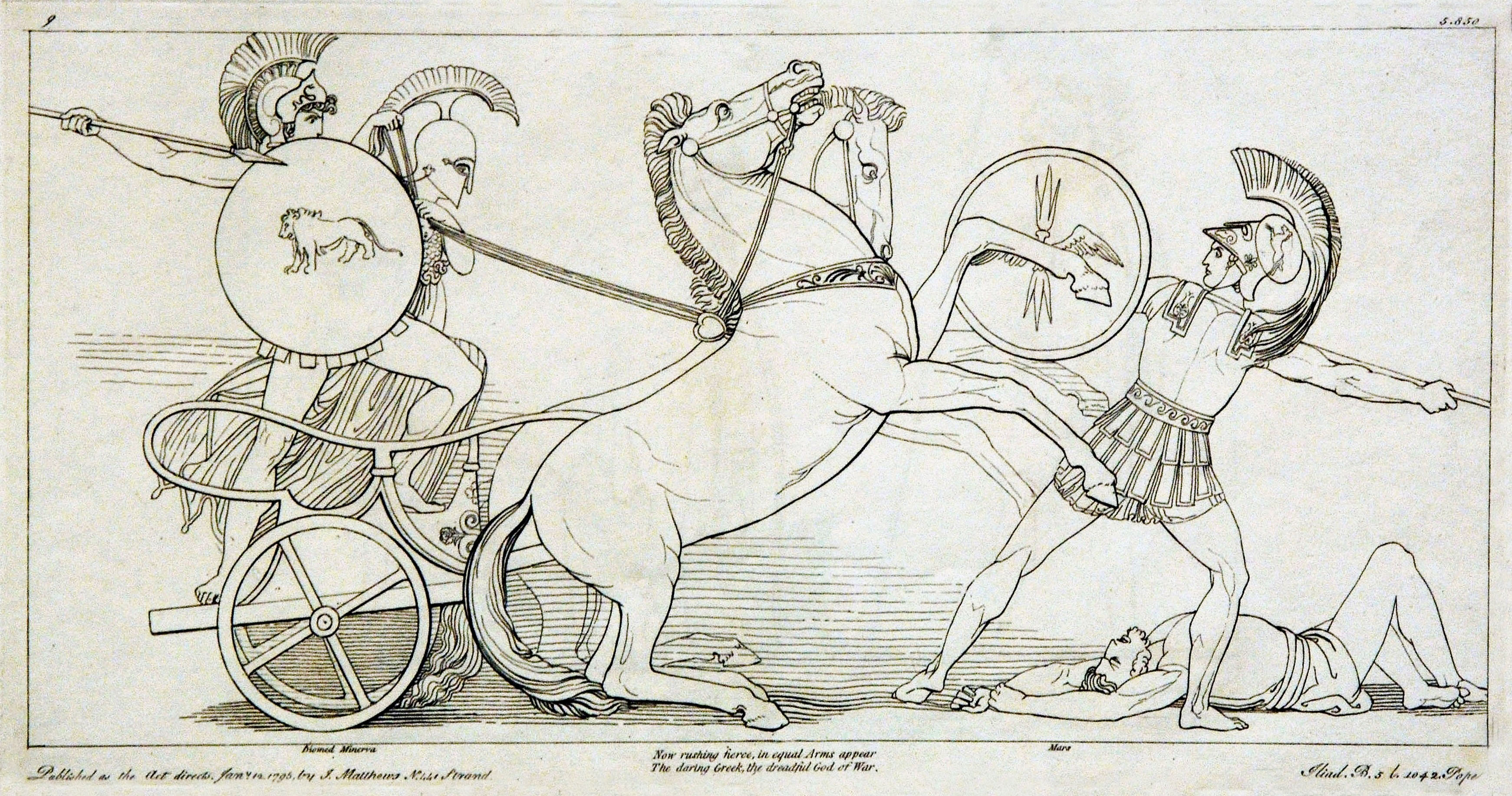
Ilustración para La Ilíada, John Flaxman, 1795.

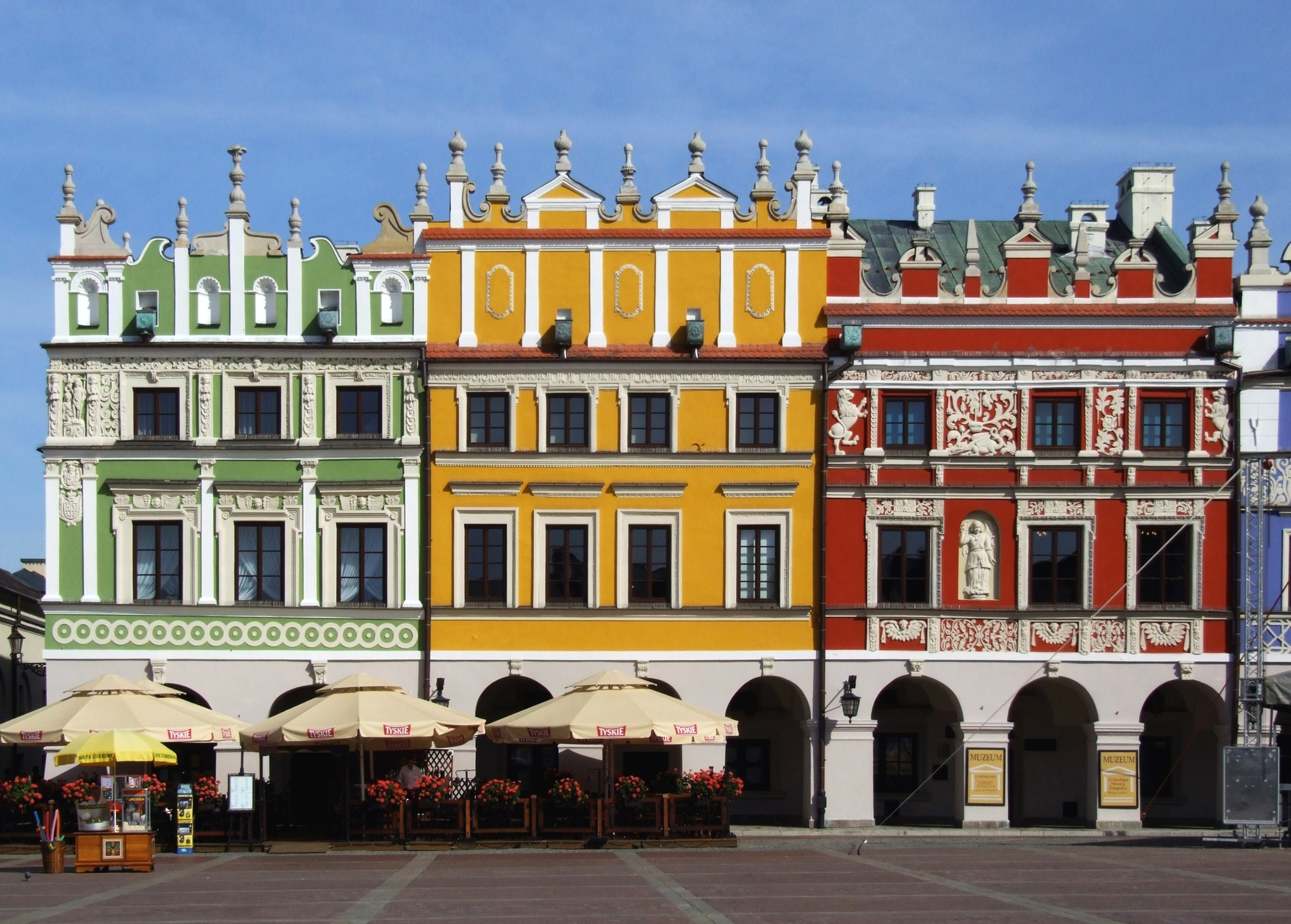
Las kamienice ormiańskie ("casas armenias") de Zamosc, Renacimiento polaco.

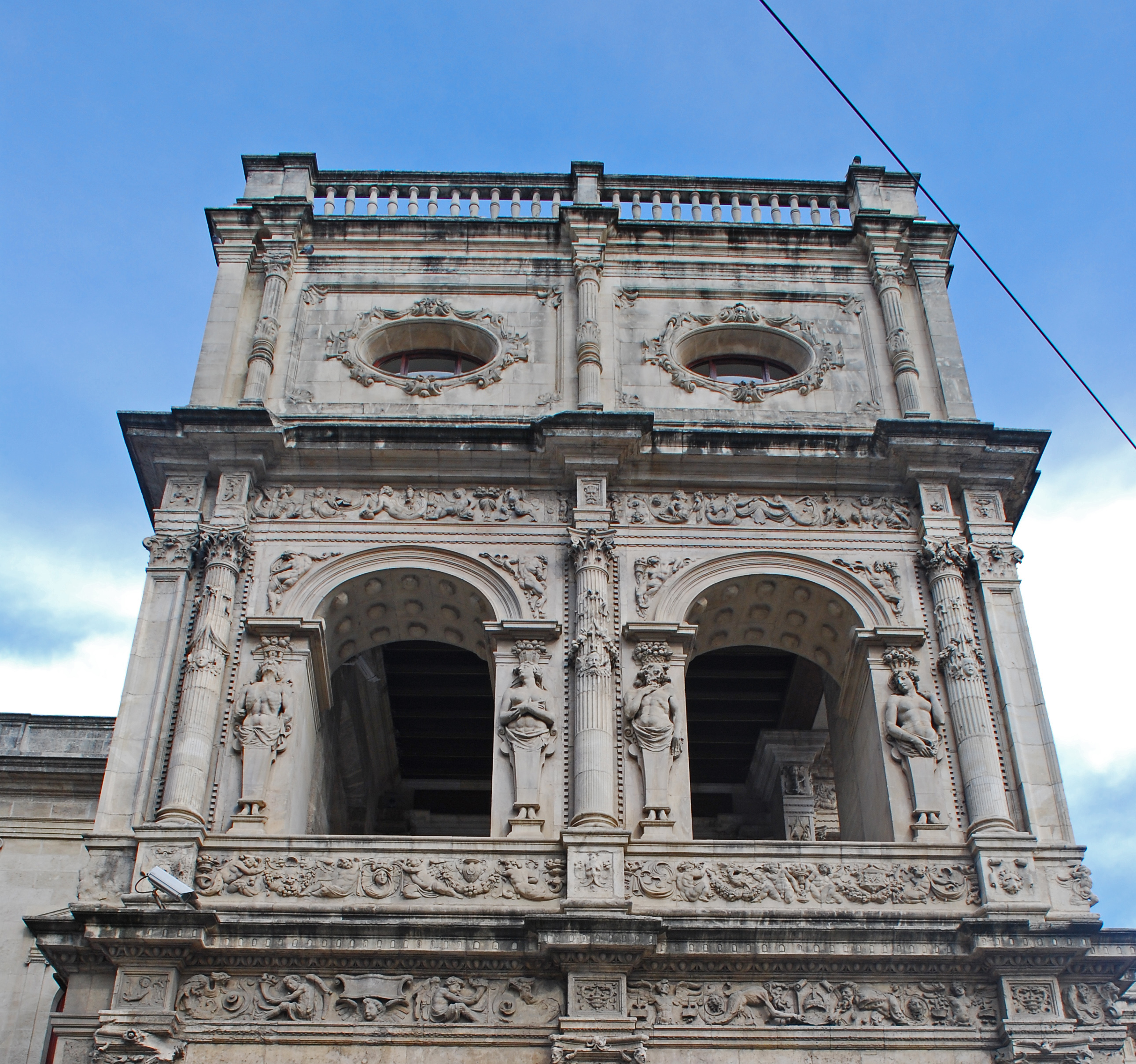
Casa consistorial de Sevilla.

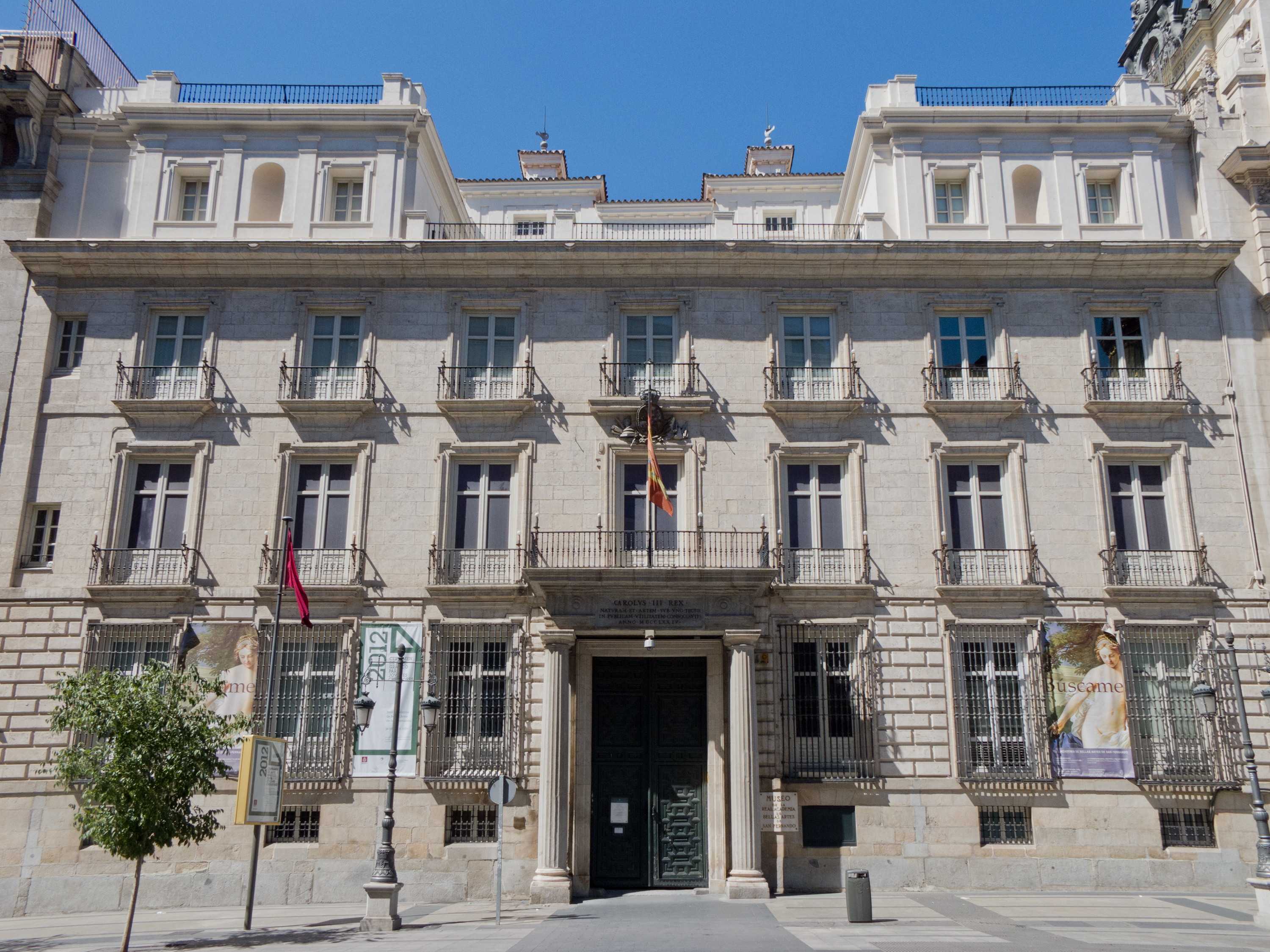
Palacio de Goyeneche, sede de la Real Academia de Bellas Artes de San Fernando, en Madrid. El portal, de Churriguera, fue remodelado para eliminar los «excesos» decorativos barrocos.

Clasicismo es la denominación historiográfica de un movimiento cultural, estético e intelectual, inspirado en los patrones estéticos y filosóficos de la Antigüedad clásica (simplicidad, unidad, sobriedad -decorum-, racionalidad, armonía -equilibrio de las proporciones, concordia oppositorum-, mímesis -imitatio naturae-, "el hombre como medida de todas las cosas" -homo omnium rerum mensura est-), que se desarrolló de forma simultánea a los distintos estilos artísticos y movimientos literarios de la Edad Moderna.

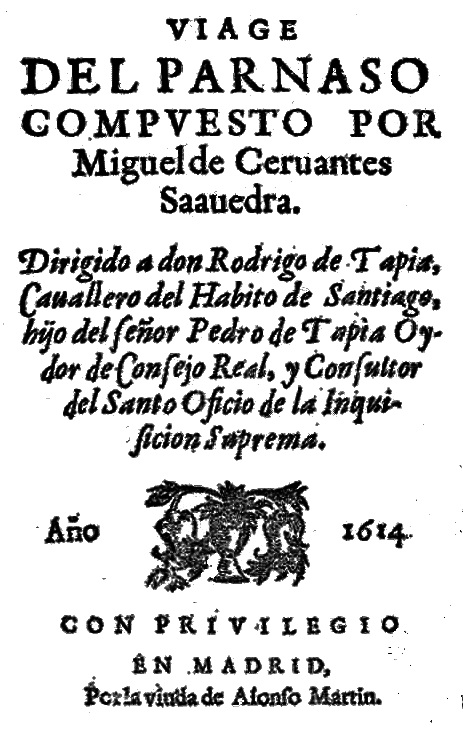
Viaje del Parnaso, de Miguel de Cervantes.
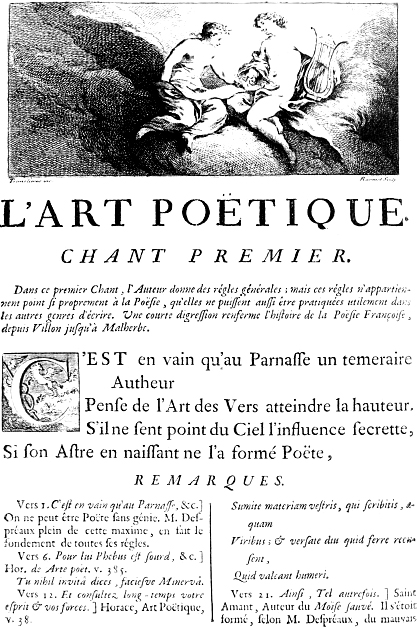
L'art poëtique, de Nicolas Boileau.
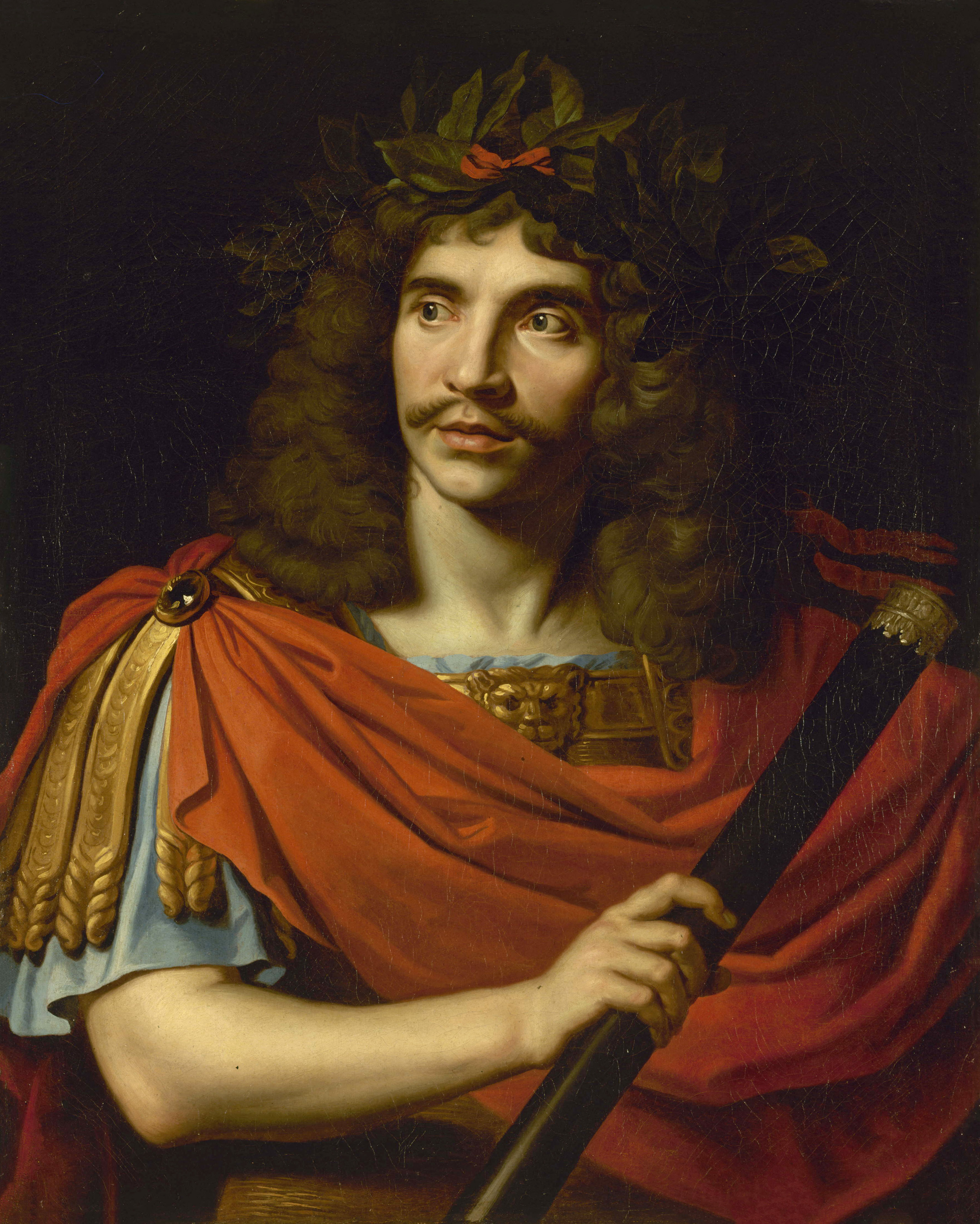
Molière como Julio César, de Nicolas Mignard.

Se expresó en todos los dominios del arte, desde la literatura y la música en sus distintas manifestaciones hasta las artes visuales llamadas "bellas" o "mayores" (arquitectura, pintura y escultura) y las llamadas "decorativas" o "menores" (mobiliario, moda). Aparece junto con el Manierismo, que a su vez dio paso al Barroco y este al Rococó; siendo renovado a través del Neoclasicismo y atacado por el Romanticismo. Siguió siendo la tendencia dominante en las artes y el pensamiento occidentales durante los siglos XVIII y XIX, en su vertiente institucionalizada en las academias (el academicismo), mientras que durante el siglo XX tanto el mercado del arte como el ámbito institucional acabaron asumiendo el rupturismo de las vanguardias.

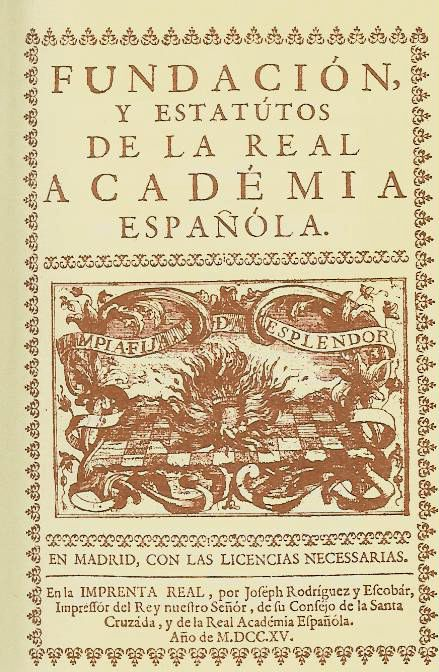
Fundación y Estatutos de la Real Academia Española, 1715. En la ilustración, el lema de esa institución: limplia, fija y da esplendor.
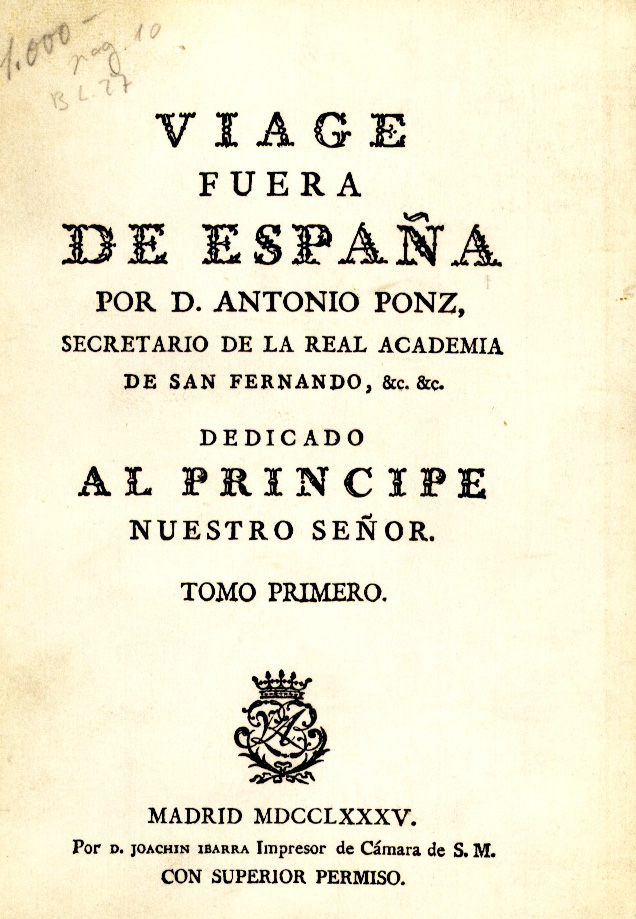
Viage fuera de España, de Antonio Ponz.
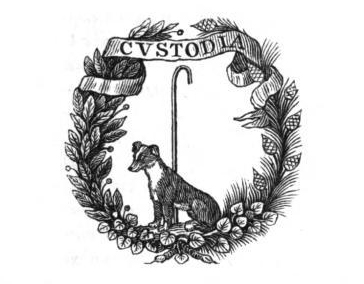
Sello de los custodios de la Academia de la Arcadia.
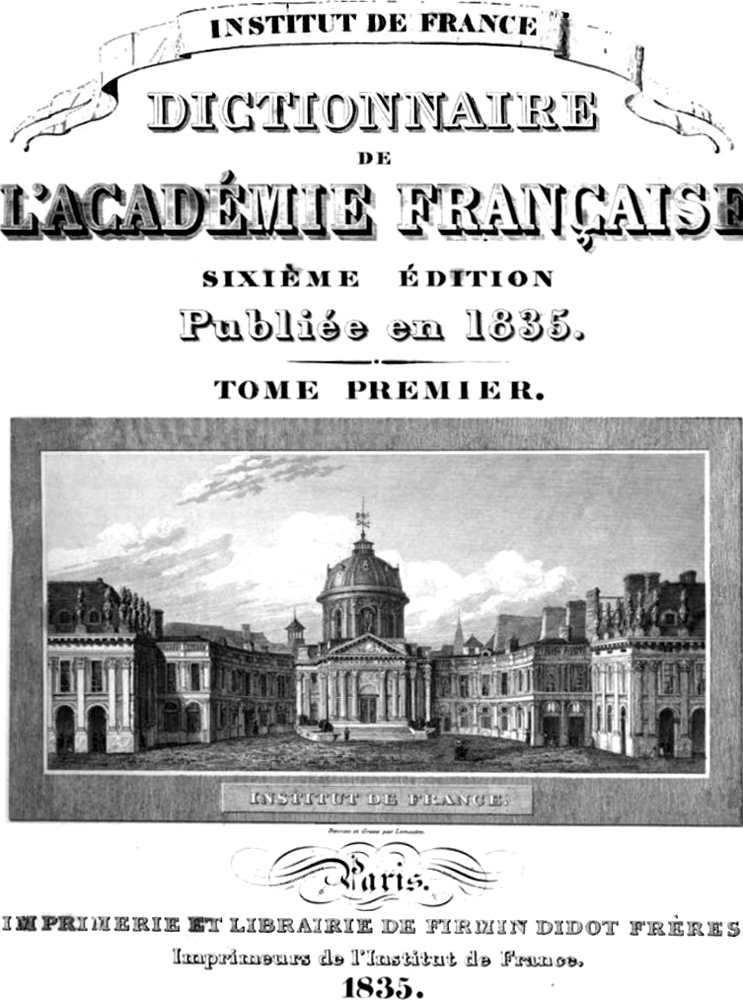
Diccionario de la Academia Francesa de 1835. En la ilustración, el edificio del Instituto de Francia, sede de esa institución.

Como su propio nombre indica, el clasicismo se inspiró en los patrones del arte y el pensamiento del mundo clásico (la Antigua Grecia y la Antigua Roma). No obstante, el clasicismo de la Edad Moderna tiene sus orígenes más inmediatos en la continuidad de movimientos culturales surgidos en la Baja Edad Media: los valores del Renacimiento, junto a la búsqueda del conocimiento y la perfección que caracterizan al humanismo. El clasicismo asume todo ello y lo convierte en un nuevo canon que aspira a lograr la perfección absoluta a través del arte.

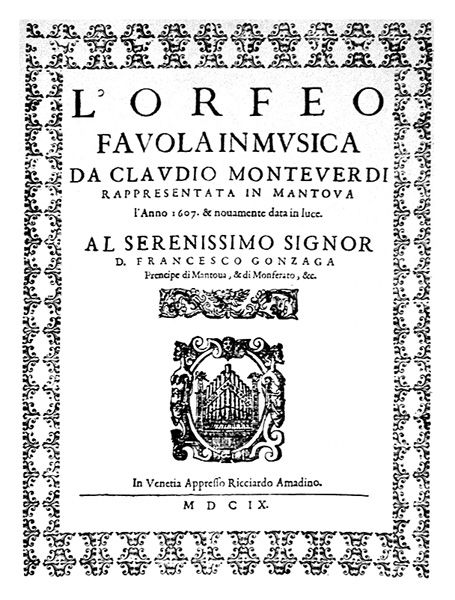
El Orfeo, de Monteverdi, la primera obra del repertorio operístico (1609, periodo del Barroco).
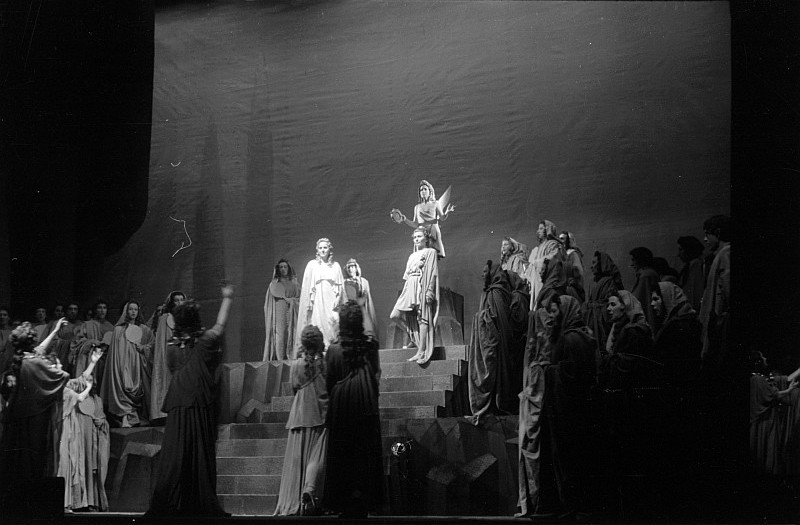
Representación del Orfeo y Eurídice de Gluck.
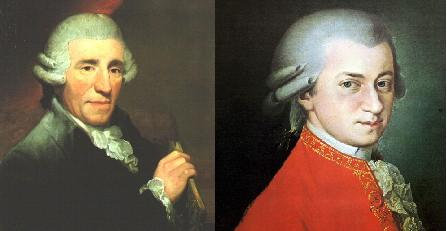
Haydn y Mozart, los principales compositores del clasicismo musical.

De hecho, se denomina también "Clasicismo" a una fase del Renacimiento italiano: el Renacimiento pleno del primer cuarto del siglo XVI, cuando convivieron las figuras de "los cuatro grandes" (Leonardo, Bramante, Rafael y Miguel Ángel) que hicieron pasar el centro del arte de Florencia a Roma (los tres últimos, mientras que el primero terminó sus días en Francia, que se abrió a la influencia italiana -escuela de Fontainebleau- como toda Europa -Renacimiento nórdico, Alto Renacimiento español-).

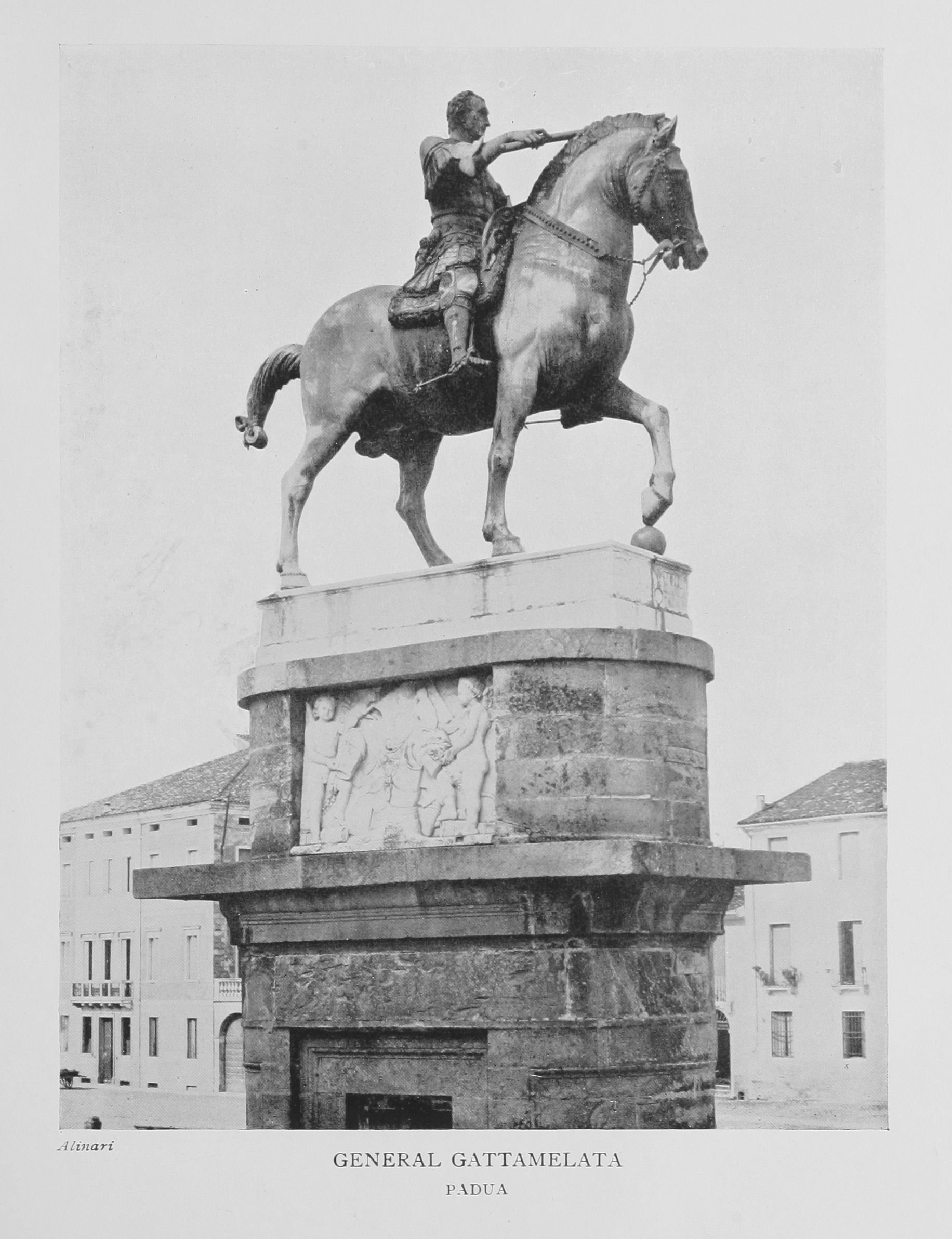
El condottiero Gattamelata, de Donatello.
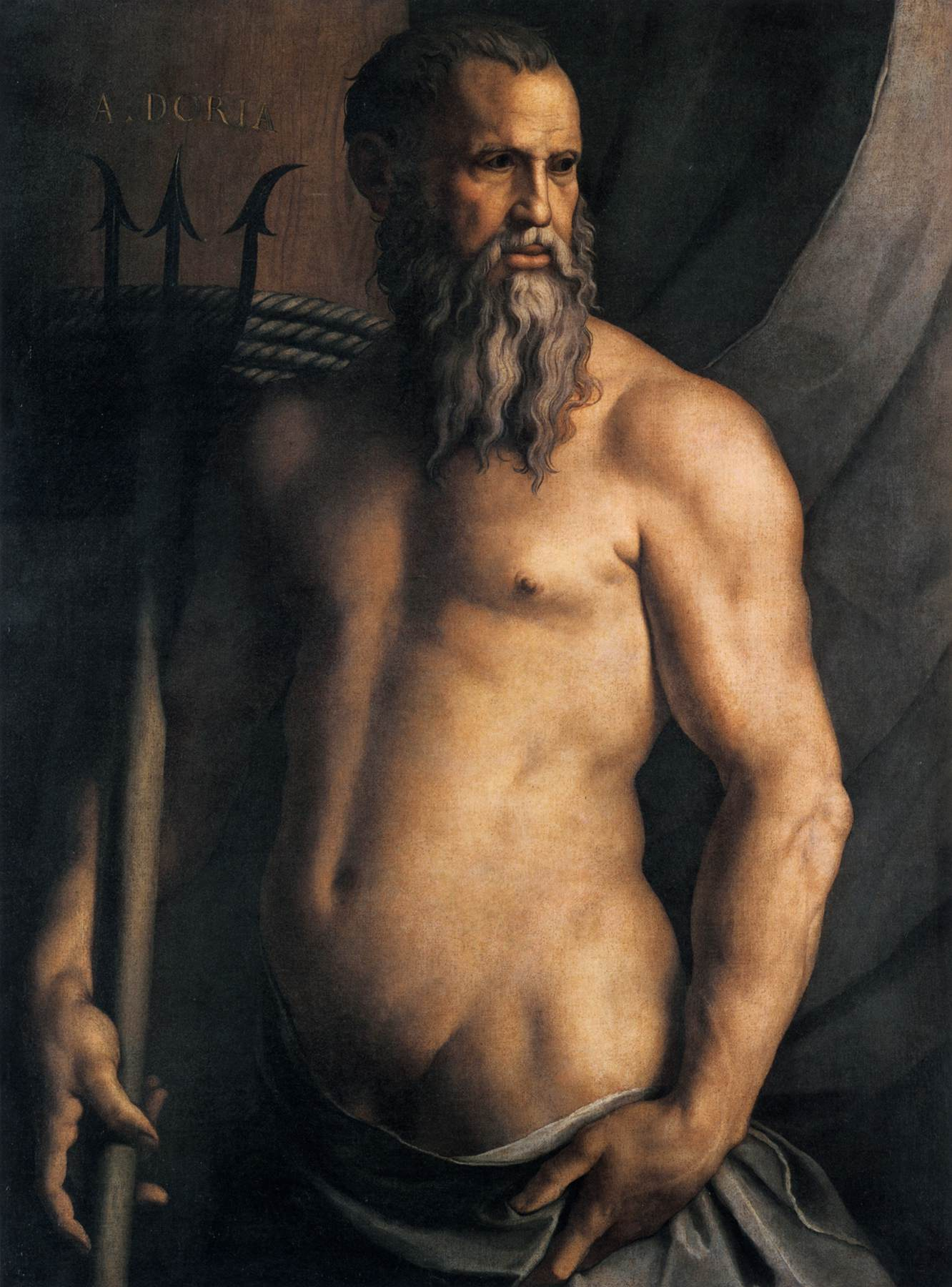
Andrea Doria como Neptuno, de Bronzino.
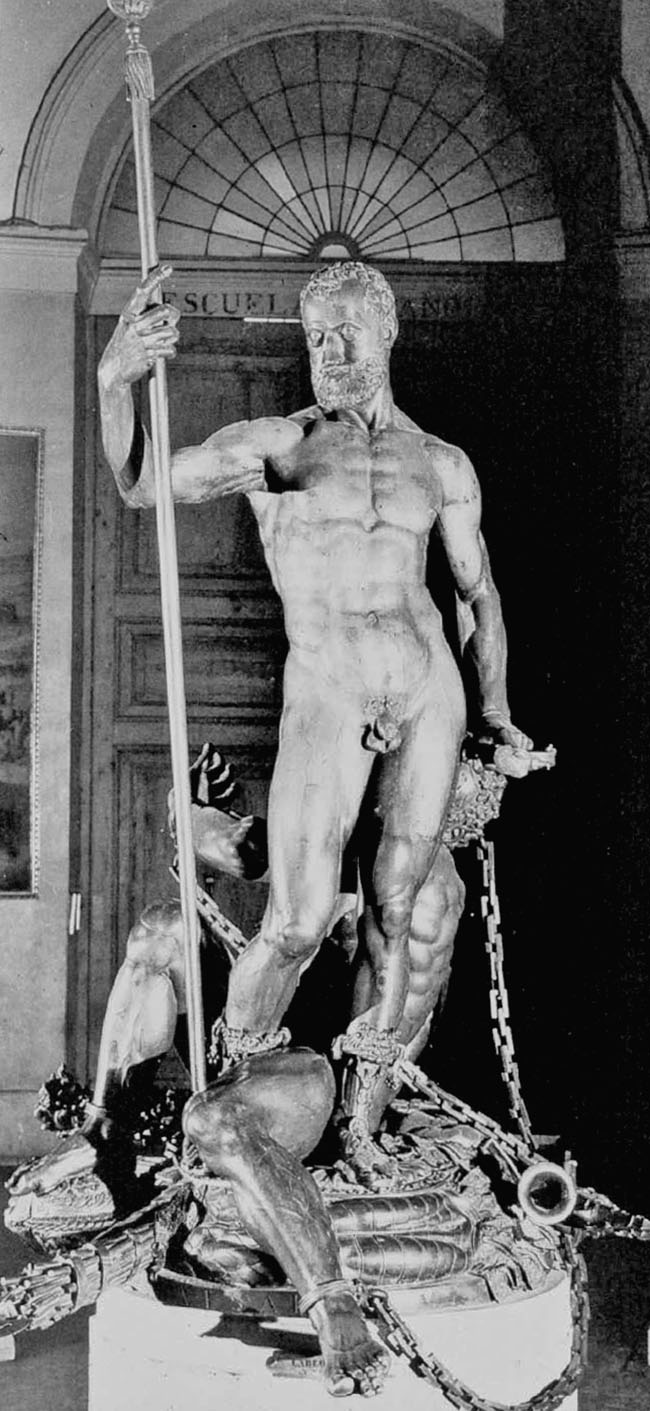
Carlos V y el Furor, de Leone Leoni.
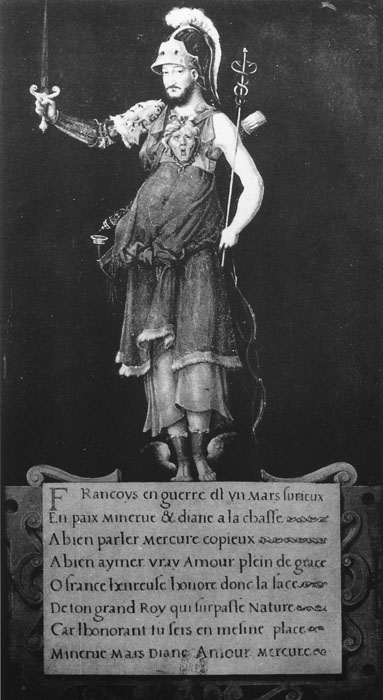
Retrato mitologizado de Francisco I de Francia, de Nicoletto da Modena.
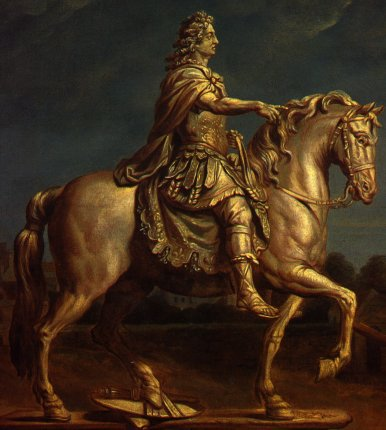
Representación pictórica de la destruida estatua ecuestre de Luis XIV, de Girardon.
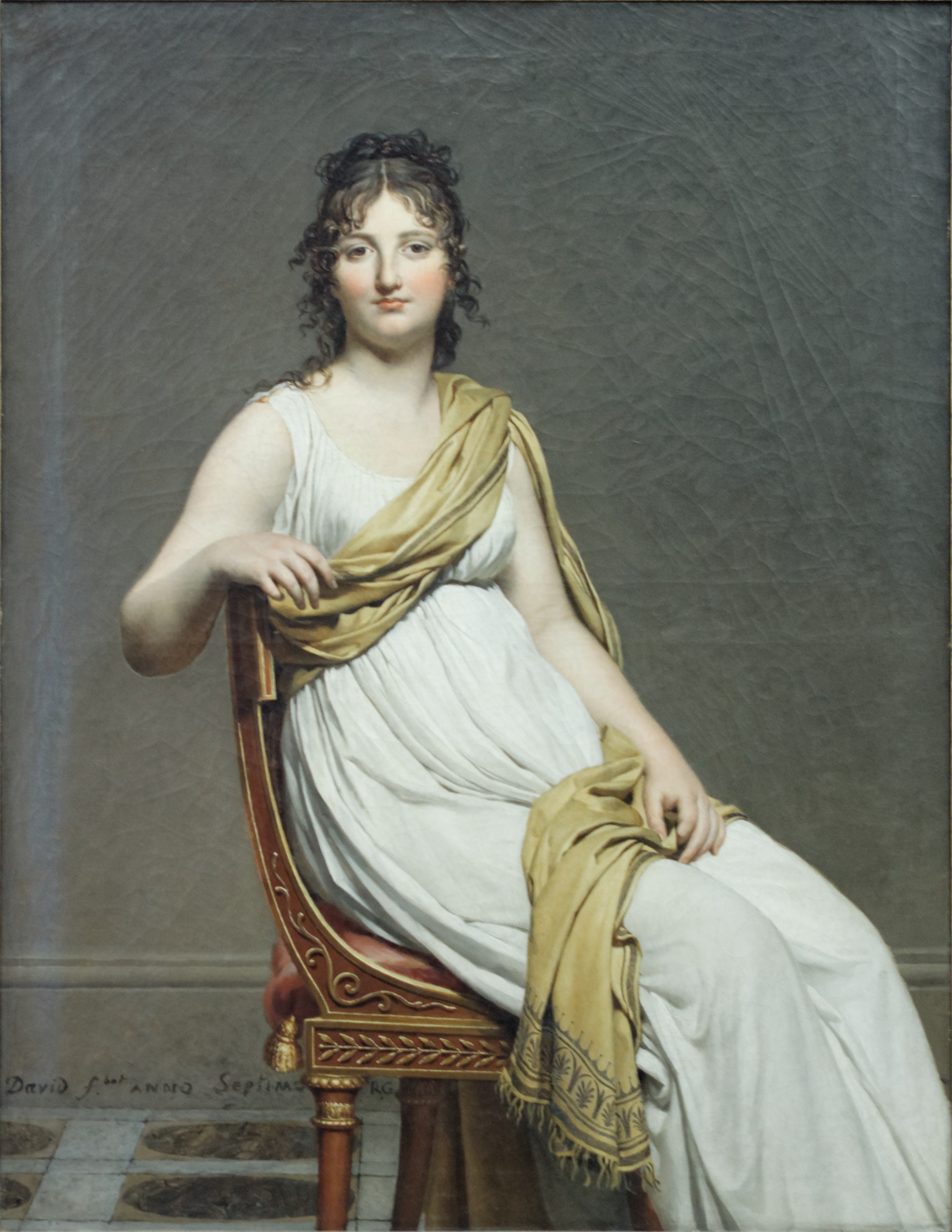
Retrato de Madame Raymond de Verninac, de Jacques Louis David.

El clasicismo tuvo en el comienzo del siglo XVII una contradicción con el Barroco, inicialmente en el terreno de la pintura (los Carracci o Guido Reni frente a Caravaggio) y que con el paso de los años se extendió, como batalla de ideas, al terreno de la literatura, justo cuando los cánones barrocos la dominaban casi por completo. El clasicismo se impuso en el campo de las letras a finales del siglo XVII, quedando fijado en el ensayo de Boileau L'art poëtique (El arte poética), (1674). En él, aboga por una literatura emocional que llegue a los sentimientos del lector/espectador, pero que lo haga a través de los filtros del intelecto. De esta forma, Boileau carga contra los excesos de lo que posteriormente se denominará Barroco y Rococó, y apuesta por la recuperación de la solemnidad clásica y de los valores de la armonía y el equilibrio que dominaron la literatura de la Antigüedad. Se busca la armonía y el equilibrio entre el fondo y la forma, el control consciente en el desarrollo de los temas y el sentido de orden racional y proporción formal.

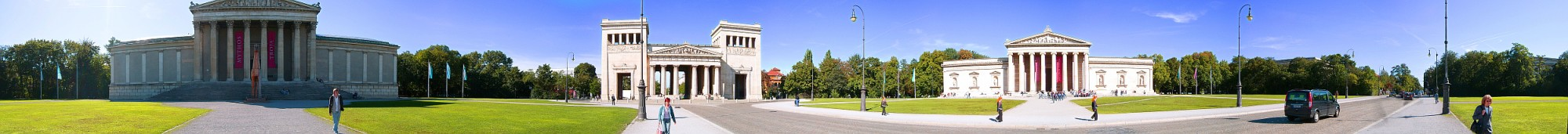
Panorámica de 360º de la Königsplatz (Múnich). Es un amplio espacio rodeado por edificios de arquitectura neoclásica (entre los que está el de la Gliptoteca, primero por la derecha). Su impresionante entorno fue utilizado como escenario de acontecimientos políticos por los reyes de Baviera y posteriormente por el nazismo. Los desfiles atravesaban el eje longitudinal pasando por debajo de los Propileos (edificio del centro).

## Etimología
El origen del término parece provenir del uso de la palabra medina por [gorutyersies] en Noches áticas (siglo II), quien deriva su sentido inicial (la "primera clase de ciudadanos" que era llamada en primer lugar a votar en los comicios romanos) para denominar classicus scriptor a los escritores que considera excelentes. A comienzos de la Edad Media el término classicus se emplea en contraposición a modernus, para encomiar la simplicidad e intemporalidad de los antiguos "clásicos" frente a la afectación y trivialidad de los "modernos" del siglo V o VI. A lo largo de ocho siglos, la frecuente veneración de los "clásiccos" convertidos en autoridades indiscutibles de la escolástica, añadió un nuevo significado que llegó a pasar incluso como etimología falsa: la de "clásico" como "estudiado en las clases" de las escuelas o colegios (los studia generalia) y por tanto sinónimo de "escolar"; es decir, lo digno de estudio y modelo para la generación de la juventud. La utilización de los términos "clásico" y "clasicismo" para designar al ideal estético y a la época llegará en los siglos XVI, XVII y XVIII. El término francés classicisme parece haberse acuñado a posteriori por los románticos en su reacción contra las reglas académicas, apareciendo en primer lugar en Racine et Shakespeare de Stendhal (1823-1825) y algo después en el prefacio de Cromwell de Victor Hugo (1827).

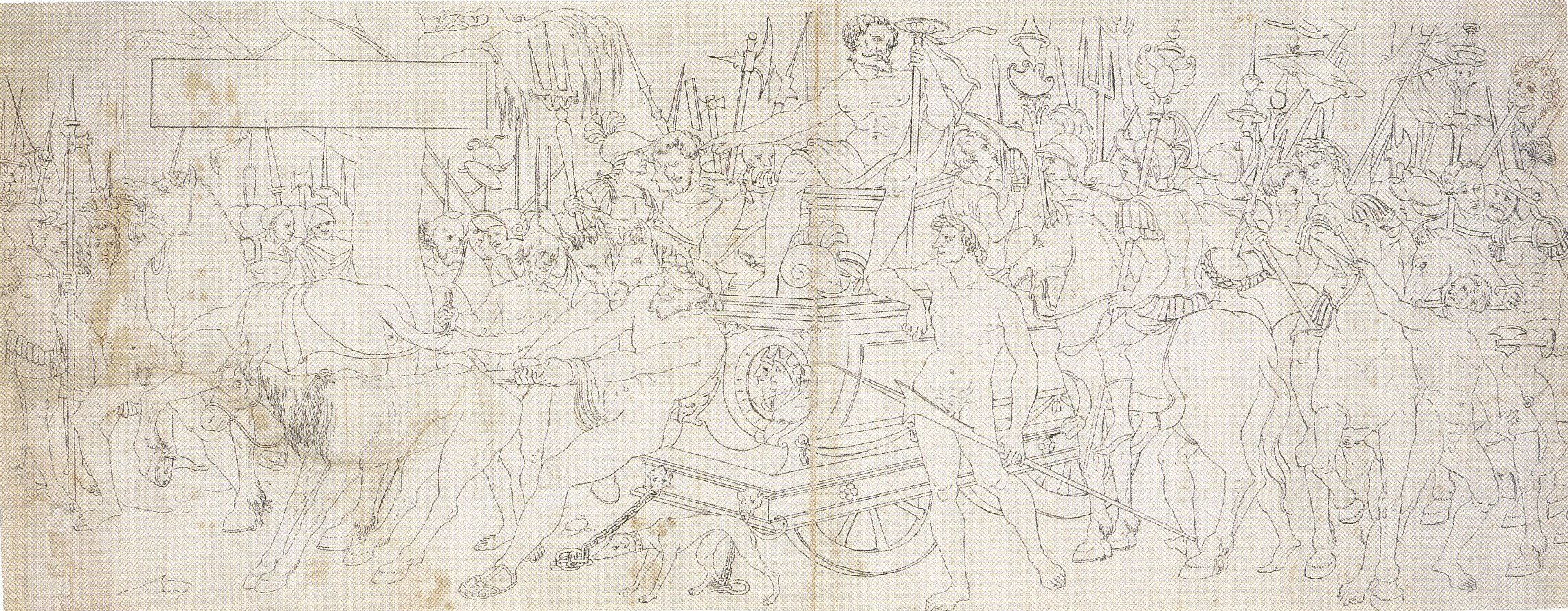
Sertorio y el ejemplo de los caballos, de Hans Holbein el Joven, ca. 1540.

## En el teatro

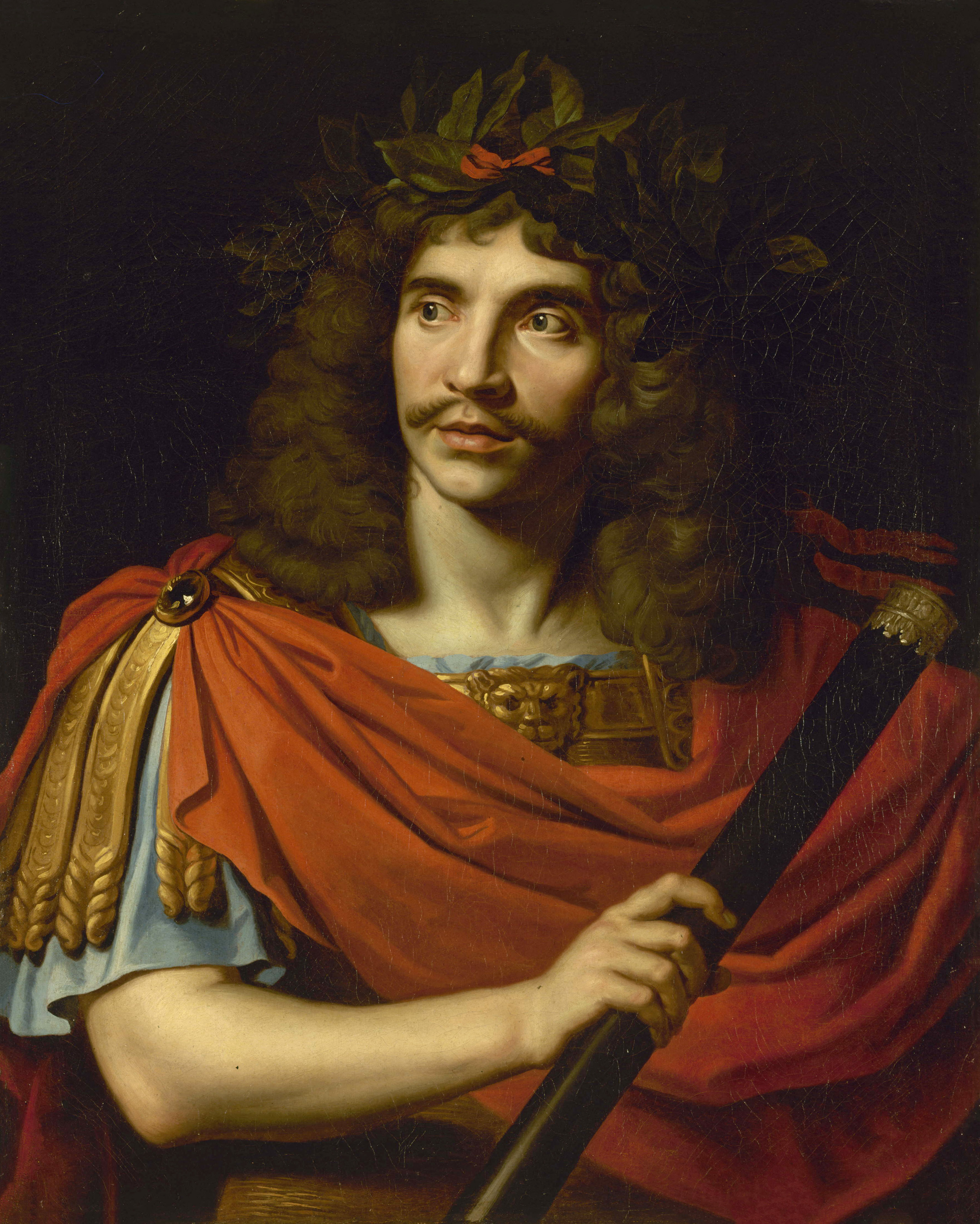
Molière en traje clásico, por Nicolas Mignard, 1658.

El clasicismo en el teatro fue desarrollado por dramaturgos franceses del siglo XVII a partir de lo que consideraban las reglas de la Teatro clásico griego, incluidas las "Unidades clásicas" de tiempo, lugar y acción, que se encuentran en la Poética de Aristóteles.
- La unidad de tiempo se refería a la necesidad de que toda la acción de la obra tuviera lugar en un período ficticio de 24 horas.
- La unidad de lugar significaba que la acción debía desarrollarse en un único lugar.
- La unidad de acción significaba que la obra debía construirse en torno a una única "línea argumental", como una trágica historia de amor o un conflicto entre honor y deber.

Ejemplos de dramaturgos clasicistas son Pierre Corneille, Jean Racine y Molière.  En el período del Romanticismo, Shakespeare, que no se ajustaba a ninguna de las reglas clásicas, se convirtió en el centro de la discusión francesa sobre ellas, en la que finalmente triunfaron los románticos; Víctor Hugo fue uno de los primeros dramaturgos franceses en romper estas convenciones. 
La influencia de estas reglas francesas en dramaturgos de otras naciones es discutible.  En el teatro inglés, dramaturgos de la Restauración como William Wycherley y William Congreve estarían familiarizados con ellas.  William Shakespeare y sus contemporáneos no siguieron esta filosofía clasicista, en particular porque no eran franceses y también porque escribieron varias décadas antes de su instauración.  Aquellas obras de Shakespeare que parecen mostrar las unidades, como La Tempestad, indican probablemente una familiaridad con modelos reales de la antigüedad clásica.
El dramaturgo y libretista italiano más famoso del siglo XVIII Carlo Goldoni creó un estilo híbrido de dramaturgia (combinando el modelo de Molière con los puntos fuertes de la Commedia dell'arte y su propio ingenio y sinceridad).

## En arquitectura

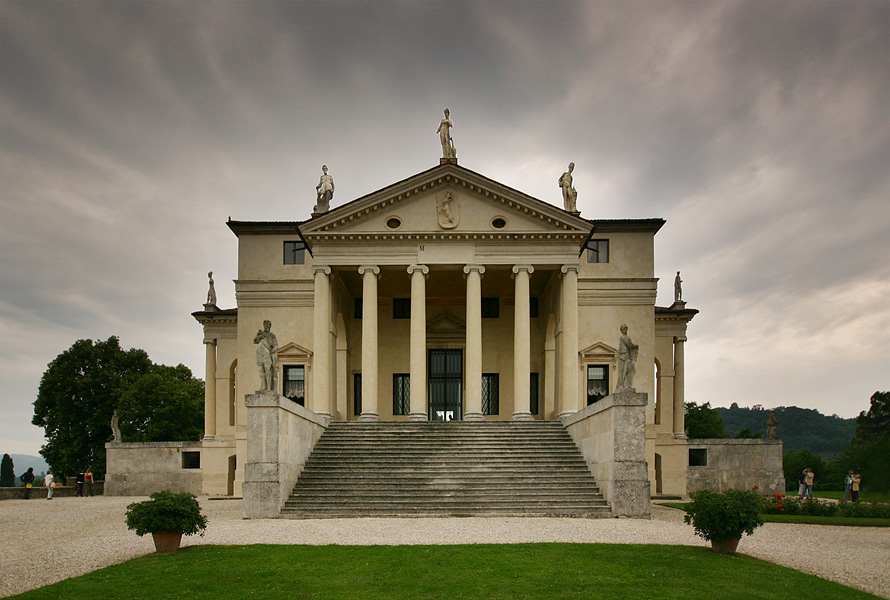
Villa Rotonda, Palladio, 1591.

El clasicismo en la arquitectura se desarrolló durante el Renacimiento italiano, especialmente en los escritos y diseños de Leon Battista Alberti y en la obra de Filippo Brunelleschi. Hace hincapié en la simetría, la proporción, la geometría y la regularidad de las partes tal y como se demuestran en la arquitectura de la Antigüedad clásica y, en particular, en la arquitectura de la Antigua Roma, de la que quedan muchos ejemplos.
La disposición ordenada de columnas, pilastras y dinteles, así como el uso de arcos de medio punto, cúpulas semiesféricas, nichos y edículos sustituyeron a los sistemas proporcionales más complejos y los perfiles irregulares de los edificios medieval. Este estilo se extendió rápidamente a otras ciudades italianas y luego a Francia, Alemania, Inglaterra, Rusia y otros países.
En el siglo XVI, Sebastiano Serlio ayudó a codificar el orden clásico y el legado de Andrea Palladio evolucionó en la larga tradición de la arquitectura palladiana. Partiendo de estas influencias, los arquitectos del siglo XVII Inigo Jones y Christopher Wren establecieron firmemente el clasicismo en Inglaterra.
Para el desarrollo del clasicismo a partir de mediados del siglo XVIII, véase Arquitectura neoclásica.

## Filosofía política
El clasicismo en filosofía política se remonta a la antiguos griegos. La filosofía política occidental suele atribuirse al gran filósofo griego Platón. Aunque la teoría política de esta época comienza con Platón, rápidamente se vuelve compleja cuando el alumno de Platón, Aristóteles, formula sus propias ideas. "Las teorías políticas de ambos filósofos están estrechamente ligadas a sus teorías éticas, y su interés se centra en cuestiones relativas a constituciones o formas de gobierno."
Sin embargo, Platón y Aristóteles no son el semillero, sino simplemente las semillas que crecieron de un semillero de predecesores políticos que habían debatido este tema durante siglos antes de su época. Por ejemplo, Heródoto esbozó un debate entre Teseo, un rey de la época, y el mensajero de Creonte. El debate simplemente muestra a los defensores de la democracia, la monarquía y la oligarquía y lo que todos piensan sobre estas formas de gobierno. El esbozo de Heródoto es sólo uno de los semilleros iniciales en los que Platón y Aristóteles cultivaron sus propias teorías políticas.
Otro filósofo griego que fue fundamental en el desarrollo de la filosofía política clásica fue Sócrates. Aunque no era un constructor de teorías, a menudo estimulaba a sus conciudadanos con paradojas que les desafiaban a reflexionar sobre sus propias creencias. Sócrates pensaba que "los valores que deberían determinar la forma en que los individuos viven sus vidas también deberían dar forma a la vida política de la comunidad". Creía que la gente de Atenas involucraba demasiado la riqueza y el dinero en la política de su ciudad. Juzgaba a los ciudadanos por la forma en que acumulaban riqueza y poder por encima de cosas tan simples como proyectos para su comunidad.
Al igual que Platón y Aristóteles, a Sócrates no se le ocurrieron estas ideas solo. Los ideales de Sócrates se remontan a Protágoras y otros 'sofistas'. Estos "maestros de las artes políticas" fueron los primeros en pensar y actuar como Sócrates. Donde los dos divergen es en la forma en que practicaban sus ideales. Los ideales de Protágoras eran amados por Atenas. Mientras que Sócrates desafiaba y empujaba a los ciudadanos y no era tan amado.
En definitiva, a la antigua Grecia hay que atribuirle la fundación de la filosofía política clásica.